# Amul
Amul est une entreprise coopérative indienne de transformation et de distribution de produits laitiers située à Anand dans le Gujarat. 
Elle est fondée en 1946 par la coopération de trois hommes, Tribhuvandas Patel, Verghese Kurien et H. M. Dalaya, et est responsable de la révolution blanche (production de lait) en Inde.
Une percée technologique a été indispensable à l'industrie laitière en Inde, c'est celle qui a permis la fabrication de poudre de lait écrémé à partir du lait de bufflonne. H. M. Dalaya a rendu cela possible. Si Amul est généralement associée à son fondateur Tribhuvandas Patel, c'est H. M. Dalaya qui a fourni la technologie indispensable à son développement.